# British Library
La British Library (letteralmente "Biblioteca britannica") è la biblioteca nazionale del Regno Unito e una delle più importanti biblioteche di ricerca al mondo, con un patrimonio di più di 150 milioni di documenti e 13 milioni di nuove raccolte ogni anno. La biblioteca, situata a Londra, contiene i cataloghi della maggior parte dei libri della Biblioteca del Congresso e una raccolta di beni storici internazionali, alcuni dei quali risalgono al 300 a.C.. Nel marzo del 2004 la biblioteca possedeva 11,2 milioni di monografie e più di 41.500 riviste. La British Library raccoglie le copie di tutti i libri pubblicati nel Regno Unito e molte pubblicazioni estere.

## Storia

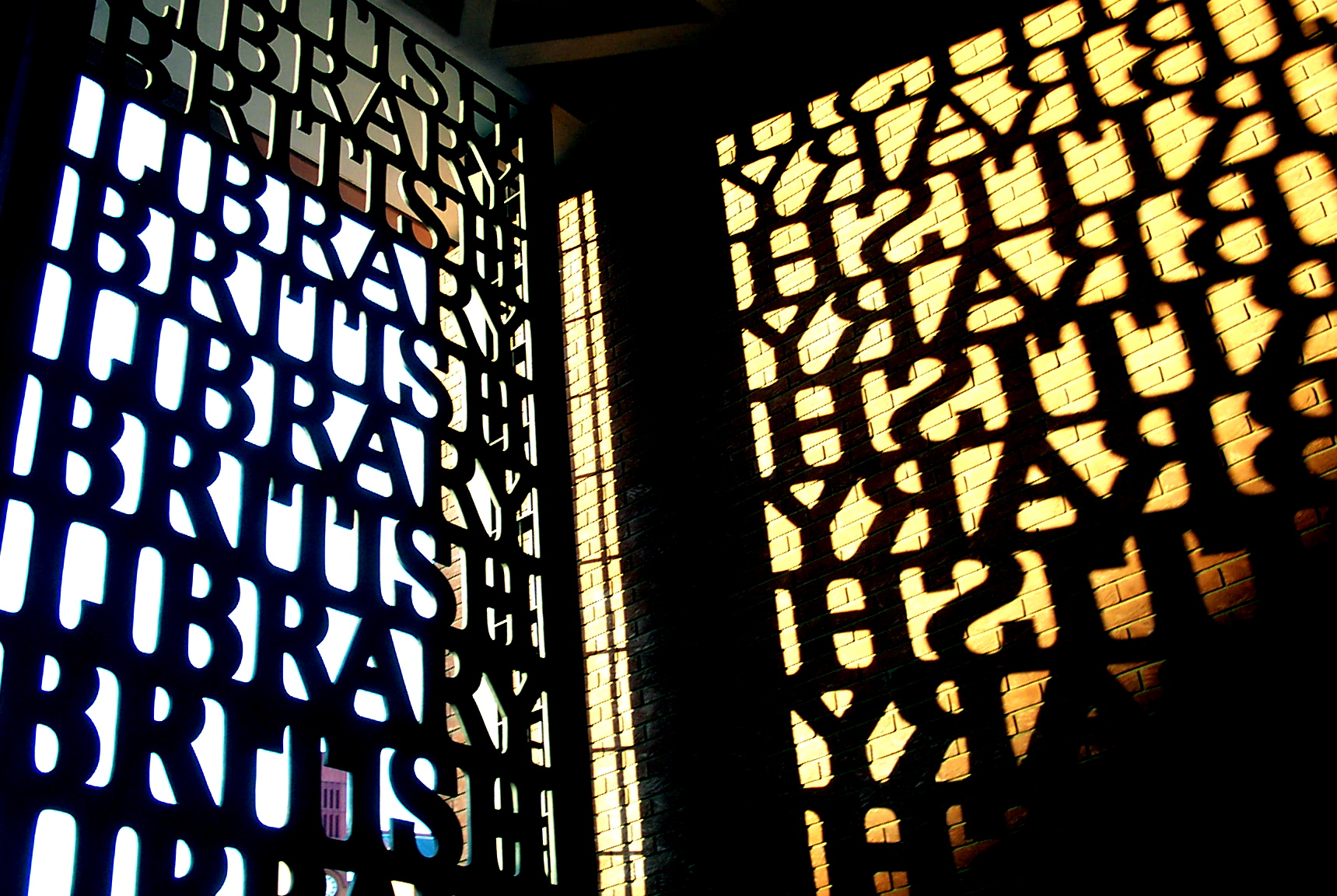
Il cancello di ingresso e la relativa ombra, disegnato da Lida e David Kindersley

Come istituzione, la British Library è sorprendentemente giovane se paragonata a istituzioni analoghe di altri paesi; essa è stata infatti resa accessibile nel 1973 con il British Library Act del 1972. In precedenza faceva parte del British Museum, che in seguito divenne il principale fornitore dei beni della nuova biblioteca (insieme ad altre organizzazioni minori, come la British National Bibliography). Nel 1983, la biblioteca inglobò il National Sound Archive.
Per diversi anni, le raccolte che oggi si trovano presso la Biblioteca rimasero sparse in diversi edifici intorno al centro di Londra, in luoghi come Bloomsbury (in prossimità del British Museum), Chancery Lane e Holborn, Boston Spa e nella emeroteca di Colindale. È dal 1997 che le raccolte vengono unite tutte in un unico edificio di nuova costruzione a Euston Road, nei pressi della stazione ferroviaria di St. Pancras. La nuova Biblioteca fu progettata dall'architetto Colin St. John Wilson proprio al fine di riunire tali raccolte in un unico luogo. Si tratta del più grande edificio pubblico costruito nel Regno Unito nel XX secolo. L'emeroteca continua comunque ad avere sede a Colindale.
Al centro dell'edificio si trova una torre di vetro di sei piani contenente la The King's Library (la "Biblioteca del re"), con 65.000 volumi stampati e altri opuscoli, manoscritti e mappe raccolti dal re Giorgio III tra il 1763 ed il 1820.

## Accesso alle collezioni

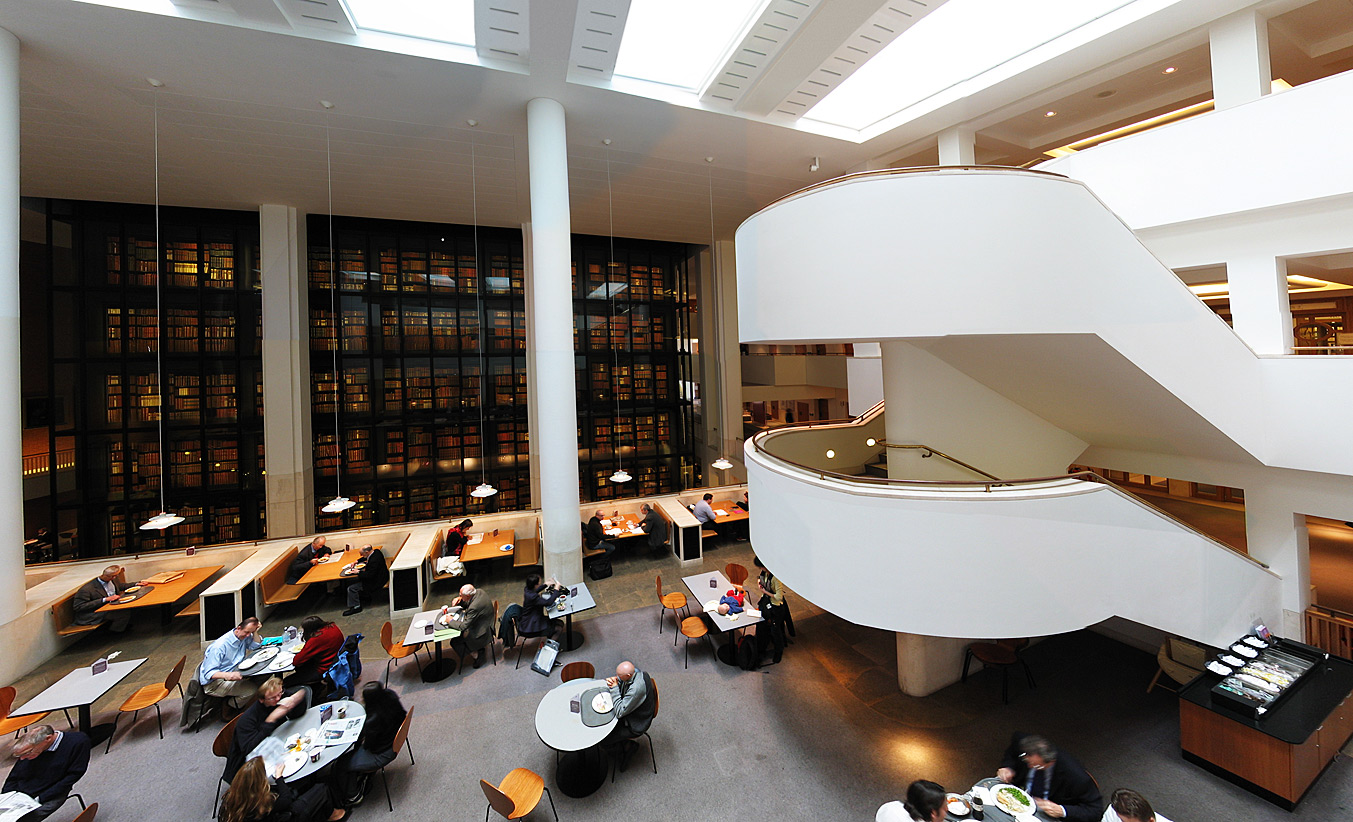
Interno della British Library, sullo sfondo la parete di vetro della King's Library.

Un grande numero di importanti opere è aperto alla consultazione pubblica nella sala chiamata "I Tesori della British Library". Qui si può accedere gratuitamente, sette giorni alla settimana. Vi è, inoltre, una mostra che illustra le situazioni pratiche relative alle collezioni della Biblioteca, come la stampa e le prime registrazioni sonore. La Biblioteca propone anche mostre temporanee su diversi argomenti.
Altre opere sono accessibili nelle sale di lettura. Nel passato la Biblioteca sublimò il suo ruolo come "ultima risorsa" per i lettori, che avevano bisogno di consultare specifici libri non reperibili altrove. Oggi è adottato un approccio più aperto e sul suo sito web viene evidenziata la possibilità a chiunque voglia condurre una ricerca la possibilità di consultare la biblioteca. Ciò non avviene tramite pratiche troppo lunghe o complicate, ciò che occorre è soltanto un pass di accesso (ottenibile mediante presentazione di un valido documento d'identità e di un ulteriore documento di riconoscimento con contestuale indirizzo, per ragioni di sicurezza). La Biblioteca, nel corso della storia, fu spesso criticata per aver consentito l'ammissione a studenti non laureati nelle sale di lettura. Quest'ultima ha sostenuto con fermezza di voler ammettere alla biblioteca chiunque abbia un legittimo interesse personale, per lavoro o di ricerca.
Secondo il sito web, ogni anno, più di mezzo milione di persone consulta le sale di lettura della Biblioteca. Le ampie sale sono dotate di centinaia di postazioni che risultano sempre piene di lettori. Secondo il Bollettino dei Lettori del maggio 2005, la presenza di persone che va nelle sale di lettura è notevolmente aumentato negli ultimi tempi. L'uso delle sale nel 2005 è stato il più intenso negli ultimi anni. Quest'incremento ha causato difficoltà nell'utilizzo dei servizi, quali il guardaroba e gli armadietti riservati agli utenti.

## Deposito legale
Nel 1911 una legge, il Copyright Act 1911, sancì il principio del "deposito legale" nel Regno Unito, in questo modo la British Library, insieme ad altre 5 biblioteche nel Regno Unito e in Irlanda, iniziarono a ricevere una copia gratuita di ogni opera pubblicata. Le altre biblioteche che hanno questo diritto sono la Biblioteca Bodleiana a Oxford, la Cambridge University Library, la Trinity College Library a Dublino, la National Library of Wales, la National Library della Scozia. La British Library è l'unica a ricevere automaticamente una copia di ogni opera; le altre ne hanno diritto, ma devono farne esplicita richiesta all'editore dopo la pubblicazione.
Nel 2003 è stata approvata un'altra legge, il Legal Deposit Libraries Act 2003, che estende il deposito legale anche ai documenti elettronici come CD-ROM e siti web selezionati.

## Giornali
La sezione quotidiani della British Library si trova a Colindale, nella parte nord di Londra. La Biblioteca ha una catalogo che comprende quasi tutti i quotidiani britannici e irlandesi pubblicati a partire dal 1840. Ciò è possibile grazie alla legislazione sul deposito legale del 1869 che assicurava alla Biblioteca una copia di ciascuna edizione dei quotidiani. Le edizioni londinesi dei quotidiani nazionali e di quelli domenicali sono complete a partire dal 1801. La raccolta è composta, in totale, di 660.000 volumi rilegati e 370.000 bobine di microfilm contenenti dieci milioni di copie di quotidiani con 52.000 titoli su 45 chilometri di scaffalature.
Una raccolta di particolare interesse è la Thomason Tracts, contenente 7.200 quotidiani risalenti al XVII secolo. La Burney Collection racchiude quotidiani risalenti al tardo XVIII secolo e al primo XIX secolo. Queste due raccolte sono collocate presso l'edificio di St. Pancras, e sono consultabili in facsimile.
Vi è anche una grande raccolta di quotidiani non britannici, in caratteri occidentali e in cirillico. La raccolta non è così completa per quel che riguarda le lingue medio-orientali e asiatiche benché alcune collezioni, in tali lingue, siano reperibili presso la struttura centrale di St. Pancras.

## Altre informazioni

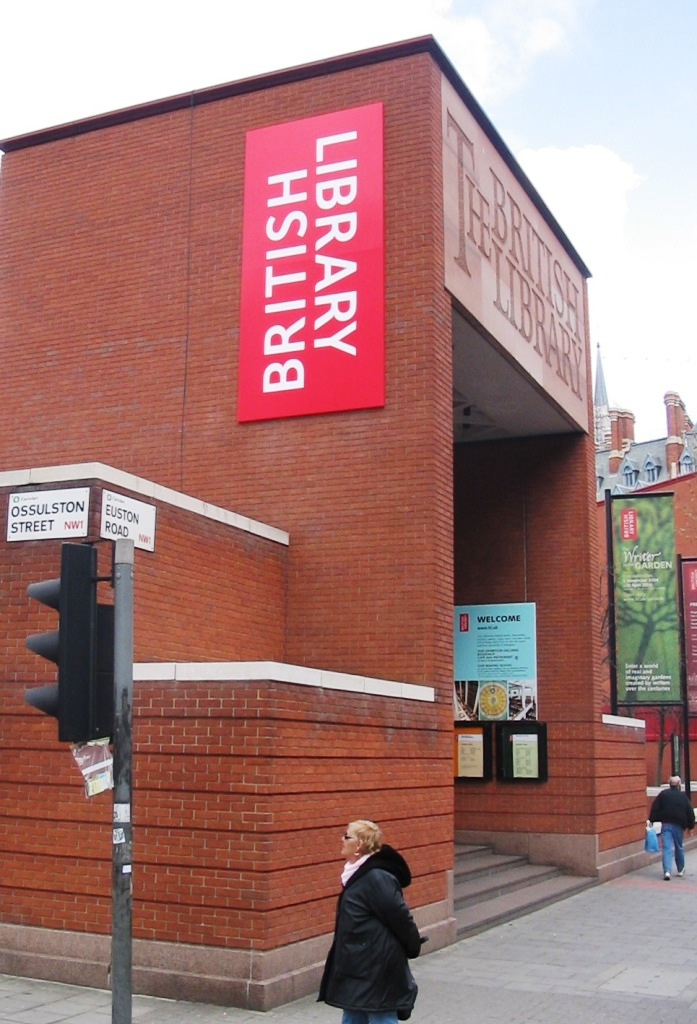
Entrata della British Library su Ossulston Street.

La Biblioteca contiene anche l'Oriental and India Office Collections (OIOC), chiamate ora APAC (Asia, Pacific & Africa Collections) contenenti le raccolte dell'India Office Library and Records, e opere nelle lingue asiatiche e del nord e nord-est dell'Africa.
È l'Agenzia nazionale per l'assegnazione dei codici ISIL nel Regno Unito.
La British Library partecipa a un progetto chiamato "Bibliotheca Universalis" che aspira alla pubblicazione di grandi opere sul web. Nel progetto della British Library, chiamato Digital Library, le collezioni possono essere consultate on-line. In questo modo le pagine virtuali del taccuino di Leonardo da Vinci e altri grande opere sono, virtualmente, alla portata di tutti. Il servizio della British Library chiamato Secure Electronic Delivery Service, avviato nel 2003 con un investimento di 6 milioni di sterline, permette l'accesso a più di cento milioni di opere (fra cui 280.000 riviste, 50 milioni di brevetti, 5 milioni di report, 476.000 tesi americane e 433.000 atti di conferenze) a ricercatori di tutto il mondo, opere che prima non erano disponibili, al di fuori della Biblioteca, per restrizioni inerenti al copyright.
Nel frattempo la consultazione del catalogo web della Biblioteca continua a crescere.
Nel 2003 sono state effettuate più di 9.7 milioni di ricerche.

## Beni di rilievo
- La Stein collection dalla biblioteca buddhista delle Grotte di Mogao[7]
- Il Sutra del Diamante, considerato il libro stampato "datato" più antico del mondo[8] (nel colophon: 11 maggio 868)
- I Lindisfarne Gospels[8]
- Due copie delle Bibbie di Gutenberg[9]
- Due copie, risalenti al 1215, della Magna Carta[8]
- Il Codice Arundel, uno dei taccuini di Leonardo da Vinci[8][10]
- Il Papyrus Egerton 2, Vangelo Egerton[11]
- L'unica copia rimasta del poema Beowulf[12]
- 347 fogli del Codex Sinaiticus[13]
- Uno dei 47 fogli del Libro d'Ore di Étienne Chevalier[14]
- La traduzione in lingua inglese del Nuovo Testamento, del 1534, ad opera di William Tyndale, copia personale di Anna Bolena[15]
- Il manoscritto di Alice nel paese delle meraviglie, col titolo provvisorio dato da Carroll Alice's Adventures Under Ground[16] (donato da un consorzio di bibliofili statunitensi "come riconoscimento del coraggio della Gran Bretagna nel fronteggiare Hitler prima che gli USA scendessero in guerra")[senza fonte].
- Una copia del Tractatus de Herbis
- Lo Smithfield Decretals, manoscritto miniato del XIV secolo contenente i Decretali di papa Gregorio IX (Liber Extra)[17].

## Collezioni filateliche
Le collezioni filateliche della British Library sono le National Philatelic Collections del Regno Unito. Queste raccolte, istituite nel 1891 con la donazione della Tapling Collection, si incrementarono rapidamente ed ora comprendono oltre venticinque grandi collezioni e diverse più piccole che includono un'ampia varietà di materiale. Le raccolte includono francobolli e marche da bollo, carte da lettera, bozzetti di francobolli, prove di stampa, buste postali, diversi tipi di bolli adesivi per lettera, materiali relativi alla posta aerea, materiali riguardanti la storia della Posta e i sistemi postali pubblici e privati, ecc. Tutto ciò riferito, praticamente, a tutte le nazioni e a tutti i periodi.
Molti dei materiali delle raccolte sono esposti nella Biblioteca, essendo, probabilmente, la migliore esposizione permanente di francobolli e materiale filatelico del mondo. Circa 80.000 pezzi, distribuiti su 6.000 fogli raccoglitori, possono essere ammirati in 1.000 vetrine; 2.400 fogli provengono dalla Tapling Collection. Tutto il restante materiale, proveniente da tutto il mondo, è a disposizione di studenti e ricercatori su prenotazione.
Come il materiale, anche la letteratura su quest'argomento viene costantemente acquisita, e questo rende la British Library uno dei centri di ricerca filatelica più importanti al mondo.

## Voci correlate

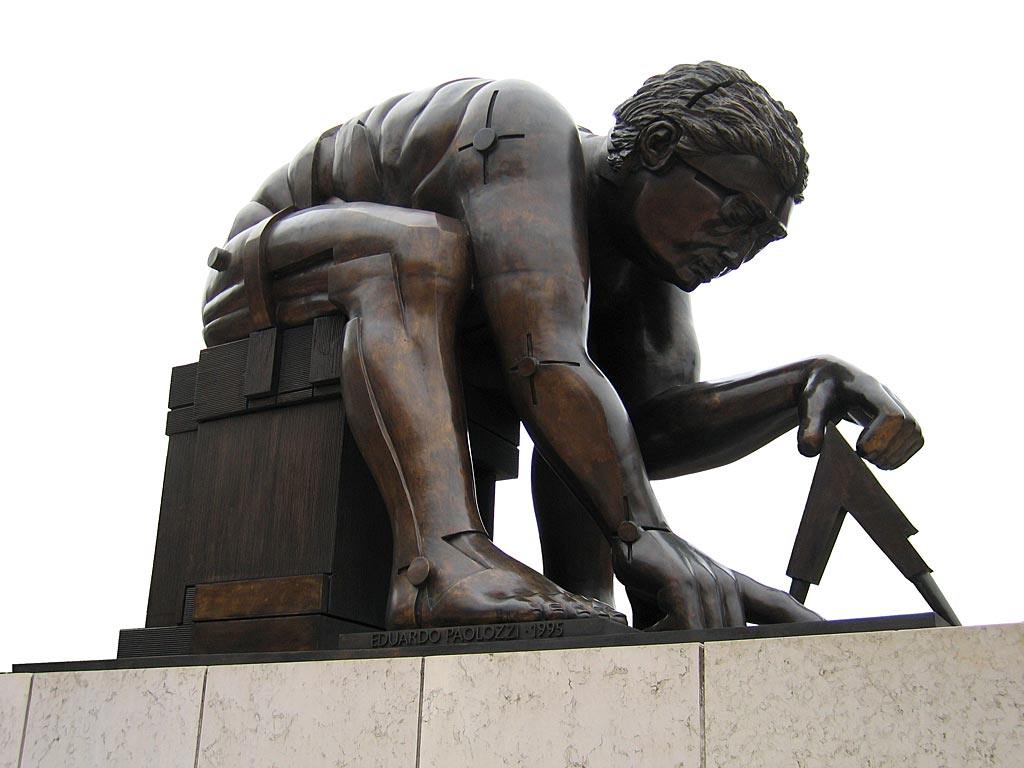
La statua di Newton, opera di Eduardo Paolozzi (tratta da William Blake) alla British Library.